# Stanisław Mazierski
Stanisław Mazierski (ur. 9 października 1915 roku w Kowalu, zm. 23 czerwca 1993 r. w Lublinie) – polski ksiądz, filozof neotomista, posiadał tytuł prof. nadzwyczajnego (1971) oraz prof. zwyczajnego KUL (1981).

## Wykształcenie
Uczył się w Gimnazjum i Liceum Ziemi Kujawskiej we Włocławku, a w 1936 roku wstąpił do Wyższego Seminarium Duchownego. Po wojnie i rocznej przerwie kontynuował studia w Warszawskim Metropolitarnym Seminarium Duchowym. 
W 1947 rozpoczął studia na Uniwersytecie Warszawskim, na Sekcji Filozofii Chrześcijańskiej istniejącej wówczas na Wydziale Teologii Katolickiej. W 1950 uzyskał dyplom magistra teologii w zakresie filozofii chrześcijańskiej na podstawie pracy Koncepcja metafizyki hipotetycznej u Mścisława Wartenberga. Tytuł doktora filozofii uzyskał w 1951 roku pisząc rozprawę pt. Pojęcie konieczności w filozofii św. Tomasza z Akwinu, napisanej pod kierunkiem ks. prof. P. Chojnackiego. Habilitację uzyskał w 1961 roku na Wydziale Filozofii Chrześcijańskiej ATK pisząc rozprawę Determinizm i indeterminizm w aspekcie fizykalnym i filozoficznym.
Objął stanowisko adiunkta w Katedrze Metafizyki na Wydziale Filozofii Chrześcijańskiej KUL (1952), zaś w 1956 został mianowany zastępcą prof. Katedry Kosmologii. Uczestniczył w organizacji Specjalizacji Filozofii Przyrody, która rozpoczęła działalność w 1957 dzięki inicjatywie ks. prof. M. Rechowicza (ówczesnego rektora KUL). W latach 1962–1964 odbył specjalistyczne studia w Institut Supérieur de Philosophie Katolickiego Uniwersytetu w Louvain. W 1965 został prodziekanem Wydziału Filozofii Chrześcijańskiej KUL i kierownikiem Katedry Filozofii Przyrody Nieożywionej. 

## Dydaktyka
W latach 1953–1970 prowadził wykłady z metafizyki i filozofii przyrody we wrocławskim Seminarium Duchownym, zaś w latach 1956-1963 na Wyższym Seminarium Duchownym w Lublinie. W 1966 roku został docentem na Katolickim Uniwersytecie Lubelskim.

## Działalność naukowa
Działalność naukowa Mazierskiego obejmuje 3 poziomy: metanaukowy, metafilozoficzny i przedmiotowy, choć najwięcej prac poświęcił problematyce metanaukowej ze szczególnym uwzględnieniem poznania fizykalnego. Najwięcej uwagi poświęcił analizie przyrodniczych i filozoficznych koncepcji praw przyrody. Podejmował również niektóre zagadnienia filozofii przyrody nieożywionej, zwłaszcza zagadnienie atrybutów istniejących w przyrodzie ciał oraz problem celowości.

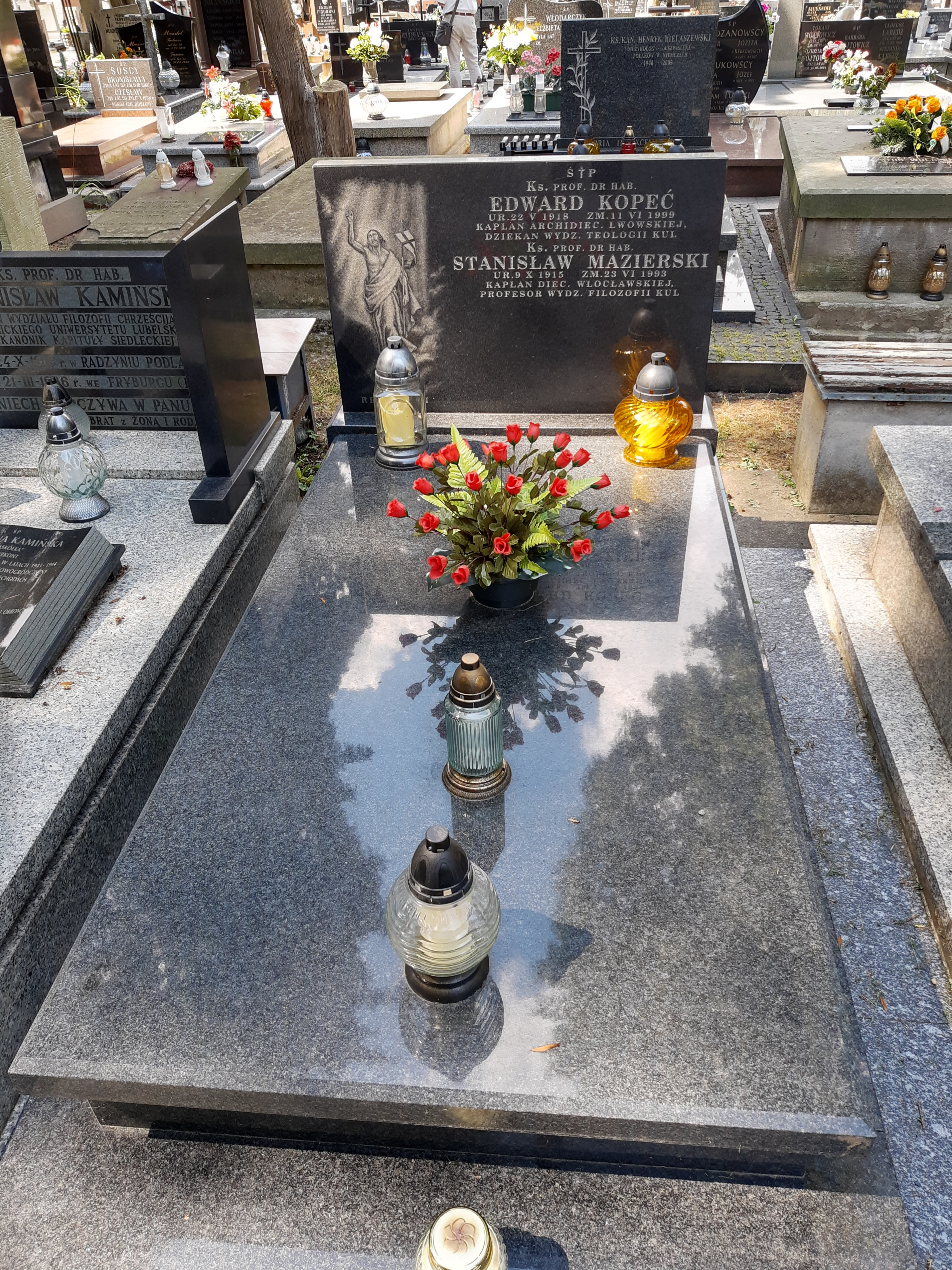
Grób ks. Stanisława Mazierskiego i Edwarda Kopcia na cmentarzu przy ulicy Lipowej

## Publikacje
Do głównych prac Mazierskiego należą:
- Pojęcie konieczności w filozofii św. Tomasza z Akwinu (Lublin 1958);
- Determinizm i indeterminizm w aspekcie fizykalnym i filozoficznym (Lublin 1961);
- Prolegomena do filozofii przyrody inspiracji arystotelesowsko - tomistycznej (Lublin 1969);

Był przewodniczącym redakcji i redaktorem „Roczników Filozoficznych" (zeszytów poświęconych filozofii przyrody). Do jego prac należą, m.in.:
- Elementy kosmologii filozoficznej i przyrodniczej (Poznań 1972);
- Prawa przyrody. Studium metodologiczne (Lublin 1993);
- Zarys filozofii przyrody ożywionej (Lublin 1980) - pozycja zbiorowa[3]